# Хартман, Веслав
Веслав Хартман (пол. Wiesław Hartman, род. 23 октября 1950 года, Квидзын, ум. 24 ноября 2021 года, Квидзын) — польский конник, серебряный призёр Игр 1980 года в конкуре.
Выступал в конкуре. Защищал цвета клуба Надвислянин (Квидзын) (1970—1986), а затем Легия (Варшава). В 1976, 1978 и 1980 годах был серебряным призёром чемпионатов Польши. На Олимпиаде в Москве выступал в команде с Янушем Бобиком, Яном Ковальчиком и Марианом Козицким. Команда завоевала серебряные медали, что для Веслава стало наивысшим достижением в карьере. В индивидуальном конкурсе был 6-м. Выступал на коне по кличке Нортон. По окончании карьеры работал тренером по конному спорту.
26 ноября 2021 года был похоронен на коммунальном кладбище в Квидзыне.